# عصر حجر: گنج سیرا مدراک
«عصر حجر: گنج سیرا مدراک» (انگلیسی: The Flintstones: The Treasure of Sierra Madrock) یک بازی ویدئویی در سبک سکوبازی است که توسط تایتو و در سال ۱۹۹۴ و در پلت‌فرم سوپر نینتندو منتشر شده‌است.